# Slowly We Rot
Slowly We Rot (česky Pomalu hnijeme) je první studiové album americké death metalové skupiny Obituary. Vydáno bylo v roce 1989 hudebním vydavatelstvím R/C Records. Bylo nahráno ve studiu Morrisound Recording ve floridské Tampě ve spolupráci s producentem Scottem Burnsem.

## Seznam skladeb
1. Internal Bleeding – 3:01
2. Godly Beings – 1:55
3. ’Til Death – 3:56
4. Slowly We Rot – 3:36
5. Immortal Visions – 2:25
6. Gates to Hell – 2:49
7. Words of Evil – 1:55
8. Suffocation – 2:35
9. Intoxicated – 4:40
10. Deadly Intentions – 2:09
11. Bloodsoaked – 3:11
12. Stinkupuss – 2:59

## Sestava
- John Tardy – vokály
- Allen West – kytara
- Trevor Peres – kytara
- Daniel Tucker – baskytara
- Donald Tardy – bicí